# Дело Лузина
«Дело Лузина» — политическая травля академика Николая Лузина и разбор его персонального дела Комиссией Президиума АН СССР, достигшие апогея в период со 2 июля по 5 августа 1936 года.

## Предпосылки
В сентябре 1930 года президент Московского математического общества Дмитрий Егоров поплатился за духовную независимость и религиозные убеждения. Он был арестован по делу «катакомбной церкви», по которому оказался среди главных обвиняемых. Перед этим Егоров подвергся атакам идеологов «пролетарского студенчества», был смещён с поста председателя Предметной комиссии по математике и с поста директора Института математики и механики Московского университета. Арест «профессора-вредителя» Дмитрия Егорова приветствовала «инициативная группа» Московского математического общества, которая на заседании 21 ноября 1930 года приняла декларацию о борьбе с «егоровщиной».
После этого Николай Лузин уклонился от руководства Московским математическим обществом и покинул университет, чтобы не сталкиваться с «пролетарским студенчеством». Председателем Московского математического общества после Егорова стал партийный деятель Эрнест Кольман. Николая Лузина приютил академик Сергей Чаплыгин в ЦАГИ; кроме того, Лузин оставался руководителем отдела теории функций в Физико-математическом институте им. В. А. Стеклова в Ленинграде. Был он также председателем Математической группы Академии наук.
В 1931 году Эрнест Кольман опубликовал программную статью «Вредительство в науке», где он рассматривал вредительство в науке как неизбежное и всеобщее проявление классовой борьбы: «какой бы абстрактной и „безобидной“ на первый взгляд ни казалась та или другая ветвь знания, вредители протянули к ней свои липкие щупальцы». После возмущения вредителями, а затем низким уровнем научного и технического просвещения, Кольман представляет своё видение правильной организации науки: «Разве не менее возмутительно, что Коммунистическая Академия до сих пор не превратила свою Техническую секцию в активный, руководящий всей технической мыслью страны орган, что её Ассоциация естественно-научных институтов, секций и обществ далеко не является тем бдительным стражем на идеологическом фронте и активным строителем партийной, коммунистической науки, которым она должна быть?» Эта идея — отдать руководство наукой в руки воинствующих идеологически правильных дилетантов (каковым был сам Кольман) — не была реализована до конца.
Внутри «Лузитании» серьёзные конфликты начались ещё в 1919 году. Смерть Михаила Суслина от тифа произошла в период его ссоры с учителем. Далее постепенно усиливались споры об авторстве результатов, опубликованных в совместных работах, о продвижении в Академию и др. (эти конфликты нашли подробное отражение в документах «дела Лузина»). После отставки и ареста Егорова в Московской математической школе произошла «культурная революция». Молодые математики — Павел Александров, Лазарь Люстерник, Лев Шнирельман, Александр Гельфонд, Лев Понтрягин и др. — с помощью Кольмана захватили власть в Московском математическом обществе: они провозгласили программу реорганизации математики и «сближения с задачами социалистического строительства». Конфликт перерос академические границы, когда Кольман и антилузинская группа математиков стали использовать друг друга в борьбе за свои цели.
После разгрома «егоровщины» Кольман публикует в 1931 году семь статей в сборнике «На борьбу за материалистическую диалектику в математике», направленных против «откровенного идеалиста и солипсиста» Лузина — соратника Егорова, против его аналитических множеств и «непрерывных функций Московского математического общества» в целом. Одновременно он пишет донос на Лузина, датированный 22 февраля 1931 года и ставший первым документом в папке «дела Лузина».
5 июня 1931 года в Москве состоялась I Всероссийская конференция по планированию математики. По докладу Эрнеста Кольмана конференция приняла резолюцию «О кризисе буржуазной математики и о реконструкции математики в СССР». В докладе и резолюции Николай Лузин обвинялся в идеализме, приводящем к «кризису основ математики».
В 1933 году по сфабрикованному делу «Национал-фашистского центра» был арестован и осужден друг Лузина — священник Павел Флоренский. Принужденный оговорить Лузина, Флоренский свидетельствует, что тот якобы руководил внешнеполитической деятельностью «Национал-фашистского центра» и получал инструкции непосредственно от Гитлера. Сам Лузин проходит по документам дела, но пока ещё не привлекается.

## Политическая травля
Публичная официальная политическая травля Лузина была начата статьями в газете «Правда»: 2 июля 1936 года «Ответ академику Н. Лузину» и 3 июля 1936 года «О врагах в советской маске». Несмотря на анонимность статей, различные эксперты сходятся в том, что их автор — Эрнест Кольман. Очевидно также обилие деталей, исходящих из ближайшего окружения Лузина: судя по всему, кто-то из лузитанцев консультировал Кольмана.
В тот же день, 3 июля, главный редактор «Правды» Лев Мехлис пишет письмо в ЦК партии о том, что собранные редакцией «Правды» материалы, связанные «с делом академика Н. Лузина, выявили… один серьёзного значения недостаток в работе научных организаций. Сводится этот недостаток к тому, что большинство учёных наиболее интересные свои работы считают нужным публиковать главным образом и раньше всего не в СССР, а в заграничной печати». Мехлис просит «ЦК ВКП(б) санкционировать развернутое выступление по этому вопросу на страницах „Правды“». Сталин накладывает резолюцию: «Кажется, можно разрешить».
По научным и партийным организациям страны прокатилась волна собраний с решениями в поддержку критики Лузина. Была создана Комиссия Президиума АН СССР по делу академика Н. Н. Лузина в составе: вице-президент Академии Глеб Кржижановский (председатель), академики Александр Ферсман, Сергей Бернштейн, Отто Шмидт, Иван Виноградов, Алексей Бах, Николай Горбунов, члены-корреспонденты Лев Шнирельман, Сергей Соболев, Павел Александров и профессор Александр Хинчин. На заседаниях Комиссии присутствовал Кольман, занимавший в то время пост заведующего Отделом науки МК ВКП(б).
Позиции членов комиссии и других учёных, привлечённых к обсуждению «Дела», были чрезвычайно неоднородны. Если старшие участники, далёкие от жизни математического сообщества, — Кржижановский и Ферсман — «отрабатывали» заказ власти на ограничение зарубежных публикаций и контроль зарубежных связей, но не стремились строго «покарать» Лузина, то часть учеников Лузина (Александров, Андрей Колмогоров, Хинчин) использовала ситуацию для сведения счётов по застарелым «семейным» лузитанским обидам и для борьбы за власть и влияние в математическом сообществе. В своих нападках на учителя они настолько увлекались внутрицеховыми претензиями и отходили от генеральной линии обвинения в «раболепии перед Западом», что и им досталось во втором залпе «Правды» — в статье «Традиции раболепия» от 9 июля 1936 года. Эти нападки были крайне негативно оценены Анри Лебегом, Вацлавом Серпинским, Арно Данжуа и другими зарубежными учёными, однако получили поддержку части учеников Лузина и многих других его соотчественников.
Однако нападали на учителя не все его ученики. Например, Михаил Лаврентьев и Пётр Новиков уклонились от участия в работе комиссии, хотя их имена назывались Павлом Александровым среди тех, кого «ограбил Лузин». Активно защищали Лузина член Комиссии академик Сергей Бернштейн и академик Алексей Крылов, выступили в защиту также влиятельные члены Академии Владимир Вернадский, Николай Курнаков и Николай Насонов. Академик Пётр Капица уже 6 июля 1936 года направил Вячеславу Молотову гневное письмо: «Статья в „Правде“ меня озадачила, поразила и возмутила… Когда-то арестовали Лазарева, прогнали Сперанского, а теперь обрушились на Лузина. Немудрено, что от такого „нежного“ обращения учёные, как Успенский, Чичибабин, Ипатьев и другие сбежали. Я по себе знаю, как бездушно вы можете обращаться с людьми».
Для многих было очевидно, что Комиссия должна осудить поведение Лузина, но вопрос был в том, признает ли она его «вредителем» или просто постановит, что его поведение было недостойным. Все остальные детали: кто у кого заимствовал идеи, какие отзывы писал Лузин, а какие не писал, где он печатал свои работы, а где не печатал, — не были существенны для дальнейшей жизни учёного.
Одна из первых версий решения, прозвучавшая 11 июля, характеризовала Лузина как врага, «своей деятельностью за последние годы принёсшего вред советской науке и Советскому Союзу». С высокой вероятностью это означало длительное заключение или даже смертный приговор. Неожиданно после заседания в его итоговой формулировке решение-приговор «приносил вред советской науке и Советскому Союзу» было сокращено руководителем Комиссии (без публичного обсуждения) до «принёс вред советской науке». На следующем заседании Комиссии 13 июля Кржижановский предложил ещё более мягкую формулировку: «… поступок Лузина является недостойным советского учёного…» с неясным обоснованием (чтобы избежать плагиата из «Правды») и с намёками на высочайшее одобрение. Недавно выяснилось, что письмо Петра Капицы на имя Молотова было размножено в 16 экземплярах для членов Политбюро ВКП(б) и обсуждено вместе с другими письмами в защиту Лузина. После этого решение комиссии было смягчено (по некоторым сведениям, Сталин разрешил это Кржижановскому при личной встрече): Лузин остался членом Академии, ему «давали возможность исправиться», дело не переросло в судебное, он остался на свободе.
На следующий день, 14 июля, «Правда» публикует статью «Враг, с которого сорвана маска», где Лузин назван «классовым врагом», который «рассчитывает на мягкотелость научной среды». Лев Мехлис жаловался наверх на мягкость Кржижановского и Комиссии, но своего не добился. Итоговое («мягкое») заключение Комиссии АН СССР было опубликовано 6 августа 1936 года в «Правде». Кончалось это заключение словами: «Всё изложенное выше, резюмирующее многочисленный фактический материал, имеющийся в Академии Наук, тщательно разобранный, полностью подтверждает характеристику, данную Н. Н. Лузину в газете „Правда“». Там же было опубликовано и «Постановление Президиума Академии наук об академике Н. Н. Лузине», где говорилось: «Президиум считает возможным ограничиться предупреждением Н. Н. Лузина…». Публикацию этих документов предваряла передовая статья «Достоинство Советской науки», громящая Лузина и «лузинщину», полная грозных намёков: «…предостережение получил не только академик Лузин. Ему принадлежит, быть может, первое место среди врагов советской науки и советской страны, — первое, но не единственное. Лузинщина ещё гнездится кое-где в советской научной общественности».
Президиум Российской академии наук своим Постановлением № 8 от 17 января 2012 года отменил Постановление Академии наук СССР от 5 августа 1936 года.

## Последствия
Клеймо врага в советской маске сильно осложнило последние четырнадцать лет жизни Лузина. Он оказался без работы и без средств к существованию. Однако в 1939 году Виктор Кулебакин принял Лузина на работу в Институт автоматики и телемеханики АН СССР (ныне Институт проблем управления им. В. А. Трапезникова РАН). И здесь, когда травили другого исследователя, Георгия Щипанова, Лузин (вместе с Кулебакиным) поднял голос в его защиту. Председательствовал на Комиссии по оценке работы Щипанова академик Отто Шмидт (он же был одним из обвинителей Лузина). Комиссия признала работы Щипанова абсурдными, несмотря на зафиксированное особое мнение Кулебакина и Лузина, считавших, что необходимы дальнейшие исследования. Позднее «условия компенсации Щипанова» были признаны выдающимся открытием.
После «дела Лузина» советские учёные сократили публикации за границей. Зарубежные контакты были взяты под контроль. Тенденция к изоляции началась раньше, и дело Лузина только окончательно оформило эту тенденцию в официальную политику.
Травля Лузина не была ни первым, ни изолированным случаем. В Ленинграде на месяц раньше (4 июня) началась аналогичная кампания по обвинению Пулковской обсерватории в преклонении перед Западом. А 18 июля 1936 года в «Ленинградской правде» вышла статья «Рыцари раболепия», где учёные Пулковской обсерватории обвинялись в публикации результатов в первую очередь в иностранных изданиях. Набирало обороты Пулковское дело.
По стране прошла волна региональных кампаний и дел. Например, в Томске был разгромлен набиравший международную известность журнал «Известия НИИ математики и механики», издаваемый на немецком языке эмигрантами-антифашистами Стефаном Бергманом и Фрицем Нётером (братом Эмми Нётер). В Харькове было принято решение издавать известный советский журнал «Physikalische Zeitschrift der Sowjet Union» на украинском языке. Правда, это решение было сразу отменено центральной властью.
Были созданы предметные подкомиссии по борьбе с «лузинщиной». Председателем такой подкомиссии по лузинщине в физике был назначен академик Абрам Иоффе (не проявивший в этой борьбе заметной активности), а её членом был директор Пулковской обсерватории профессор Борис Герасимович (уже обвинённый в раболепии перед Западом). Вскоре после этого Герасимович был осуждён и расстрелян по «Пулковскому делу».
За делом Лузина последовали гонения на генетику, арест Николая Вавилова и т. д.